# Jens-Erik Madsen
Jens-Erik Madsen (født 30. marts 1981 i Randers, Danmark) er en dansk tidligere professionel cykelrytter.

## Professionelle hold
- 2004 - 2005 - Glud & Marstrand Horsens (Danmark)
- 2006 - 2008 - Designa Køkken (Danmark)
- 2009 - Team Capinordic (Danmark)
- 2010 - Designa Køkken – Blue Water (Danmark)
- 2011 - Team Concordia (Danmark)
- 2012 - Team Trefor (Danmark)

## Resultater

### 2011
- 2. plads ved Københavns seksdagesløb (med Marc Hester)

### 2009
- Verdensmester – 4000 m holdforfølgelsesløb (med Alex Rasmussen, Casper Jørgensen, Michael Mørkøv, Michael Færk Christensen)
- Danmarksmester –  Landevej, Holdløb (med Rasmus Guldhammer, Troels Rønning Vinther, Thomas Guldhammer, Jonas Aaen Jørgensen, Daniel Kreutzfeldt)
- Danmarksmester – 1000 m på tid med fast start

### 2008
- Olympisk sølvmedalje, 4000 m holdforfølgelsesløb (med Alex Rasmussen, Casper Jørgensen, Michael Mørkøv, Michael Færk Christensen)
- 2. plads verdensmesterskab – 4000 m holdforfølgelsesløb (med Alex Rasmussen, Casper Jørgensen, Michael Færk Christensen)